# Bom Jesus da Lapa (gemeente)
Bom Jesus da Lapa is een Braziliaanse gemeente in de staat Bahia. De gemeente telt 65.550 inwoners in 2022.

## Geografie

### Aangrenzende gemeenten
De gemeente grenst aan Macaúbas, Malhada, Paratinga, Riacho de Santana, Serra do Ramalho en Sítio do Mato.

### Hydrografie
De plaats Bom Jesus da Lapa ligt aan de rivier de São Francisco.

## Religie
De plaats is zetel van het rooms-katholieke bisdom Bom Jesus da Lapa.

## Verkeer en vervoer
Bom Jesus da Lapa is met de omliggende gemeenten verbonden via de BR-349 (west), BR-430 (zuidoost) en BA-160 (noord). De brug Ponte Gercino Coelho overspant de São Francisco.